# Phalloniscus montanus
Phalloniscus montanus är en kräftdjursart som beskrevs av Albert Vandel1977. Phalloniscus montanus ingår i släktet Phalloniscus och familjen Dubioniscidae. Inga underarter finns listade i Catalogue of Life.